# Argus ocellé
Rheinardia ocellata
Genre
Espèce
Statut de conservation UICN

 EN  : En danger
Statut CITES
L’Argus ocellé (Rheinardia ocellata) est une espèce d'oiseaux gallinacés de la famille des Phasianidae.

## Distribution
Toute la chaîne annamitique au Viêt-nam, de Nghe An à Lam Dong, et sur le plateau de Dalat et Laos, le long de la frontière vietnamienne.

## Sous-espèces
- Rheinardia ocellata nigrescens, le Rheinarte malais, qui vit au parc de Taman Negara, en Malaisie, sur les pentes des monts Gunung Rabung, Gunung Tahan, Gunung Penumpu, Gunung Gagau et Gunung Mandi Angin, est considéré depuis les travaux de Davison et al. (2020), comme une espèce à part entière.

## Dénomination, historique
Verreaux, entre 1835 et 1859, avait étudié cinq plumes caudales singulières, d’origine inconnue et entreposées au muséum de Paris, et était arrivé à la conclusion qu’il devait s’agir d’une nouvelle espèce d’argus. Il l’appela simplement « ocellatus », nom qu’il consigna dans un manuscrit. C’est Elliot en 1871 qui nomma scientifiquement l’oiseau « Argus ocellatus », toujours d’après ces rectrices.
Il fallut attendre 1882 pour que Maingonnat le décrive et le nomme Rheinardia ocellata en honneur du commandant Rheinart (de l’armée française en Annam de 1880 à 1883) qui lui envoya le premier spécimen complet, en peau, au muséum de Paris. Ce spécimen lui avait d’ailleurs été fourni par un missionnaire, le Père Renaud. Depuis, d’autres combinaisons de noms génériques furent proposées comme Rheinartia, Rheinardius, Rheinartius, Rheinhardius… Delacour (1983) signale que le nom original Rheinardia a été amendé en Rheinartia mais, selon le principe d’antériorité de la nomenclature, le nom générique correct est bien Rheinardia (Hennache & Ottaviani 2006).

## Légende
Hachisuka (en) (1925) puis Jabouille (1930) ont suggéré que la Chine et le Japon sont à l’origine de la légende du fameux phénix, oiseau mythique, symbole de pouvoir. La légende raconte que le « Feng-Huang » ou « Luan » des Chinois, repris sous le nom de « Ho-O » ou « Ran » (Luan) par les Japonais, fut jadis sacré « roi des oiseaux » et n’apparaît que lorsque le royaume des hommes est bien gouverné. Le nom japonais « Ho-O », dérivé de l’ancien chinois, rappelle le cri du mâle du rheinarte ocellé « how-how ». À noter que ce phénix est sans rapport avec celui de la mythologie égyptienne qui, lui, avait le pouvoir de renaître de ses cendres et devint le symbole de l’immortalité.

## Habitat
Le rheinarte fréquente les forêts primaires humides mais il semble capable de s’adapter à des milieux secondaires pourvu qu’il n’y soit pas dérangé. Il a ainsi été trouvé en forêt secondaire au Vietnam, y compris dans celles ayant subi des dommages par défoliants (Madge & McGowan 2000).

## Alimentation
Davison (1978) a analysé 17 excréments ramassées sur les places de danse des mâles. Toutes étaient constituées à 90 % de restes végétaux : fibres, fragments ou pétioles de fougère, racines, fruits (dont ceux du Calamus dans 41 % des cas), graines. Des fragments d’invertébrés ont été trouvés dans 59 % des crottes (probablement des restes de fourmis).

## Comportement

### Comportement non social
Les rheinartes sont des oiseaux extrêmement discrets qui fuient à la moindre alerte pour gagner l’épaisseur du couvert végétal. Ils répugnent à s’envoler et Beebe (1931) rapporte d’ailleurs que cette habitude permet leur capture par les Moï qui, dès qu’il en aperçoivent un dans un couvert un peu épais, lui donnent une chasse à courre immédiate. Le rheinarte, gêné par sa longue queue, ne peut s’envoler et tombe bientôt, épuisé par sa course, entre les mains de ses poursuivants. Les mœurs des rheinartes sont mal connues in situ mais probablement similaires à celles des argus. Leur présence est révélée surtout par les cris des mâles en période de reproduction et les places de danse qu’ils entretiennent alors (Hennache & Ottaviani 2006).

### Comportement social
En dehors de la période d’élevage des jeunes par la mère, les rheinartes sont des oiseaux solitaires. L’espèce est polygame. A la saison de reproduction, les mâles entretiennent des arènes qu’ils défendent contre tout concurrent. Beebe (1931) et Delacour (1977) ont suggéré que les deux espèces partageaient la même arène là où elles coexistaient. D’après Davison (1979) il est plus probable que deux mâles de rheinartes et d’argus se soient battus pour la possession de cette place de danse. En effet les arènes ne sont pas installées n’importe où mais répondent à des conditions de micro-habitat très précises qui peuvent être l’objet de convoitises aussi bien de la part des rheinartes que des argus.

### Parade nuptiale
Davison (1976) put observer pendant 47 minutes un mâle sur sa place de danse. Celui-ci, invisible et caché dans l’épaisse végétation située sur un côté de l’arène, commença par pousser trois cris courts en réponse au vol d’un calao. Dix minutes plus tard, il s’avança lentement sur sa place de danse en enlevant avec son bec des fragments végétaux. Il se tourna ensuite sur l’emplacement ainsi nettoyé et resta immobile, la huppe pleinement déployée, les plumes du cou et de la gorge hérissées. Il poussa de courts cris à intervalles de 7 à 18 minutes. Quand il criait, la huppe était épanouie au maximum, pour ensuite lentement s’abaisser.

### Nidification
Les seules observations d’élevage des jeunes ont été réalisées en captivité. Comme chez les éperonniers, la femelle nourrit ses jeunes au bec pendant les premiers jours. Les poussins volent très tôt et se perchent avec leur mère, la nuit, avant l’âge d’une semaine (Hennache & Ottaviani 2006).

## Statut, conservation
Le rheinarte était globalement considéré comme vulnérable par Fuller et Garson (2000), Birdlife International (2000) et Madge et McGowan (2002). Récemment, Birdlife International (2004) ne le considérait plus que comme presque menacé.  En Malaisie, la sous-espèce nigrescens est très localisée, répartie sur sept montagnes toutes situées dans le parc de Taman Negara. La fragmentation de la population constitue la menace principale.
Fuller et Garson (2000) suggèrent de déterminer les zones d’habitat favorables, au Laos et au Vietnam, et d’estimer les densités de population en rapport avec la dégradation de l’habitat ; d’estimer le niveau des populations malaisiennes ; de veiller à une stricte application des interdictions de chasse et de promouvoir, parallèlement, la conservation de l’espèce auprès des populations locales.